# Cui Hong
Cui Hong (478–525) was een Chinees historicus die werkzaam was onder de Noordelijke Wei-dynastie (386–534). Hij was de samensteller van de Lente- en herfstannalen van de Zestien Koninkrijken. Door dit werk is in de Chinese historiografie de term Zestien Koninkrijken de gangbare verzamelnaam geworden voor de staten die in de vierde en vijfde eeuw in Noord-China zijn gevormd.

## Biografie
Cui Hong kwam uit een belangrijke familie van ambtenaar-literaten die oorspronkelijk afkomstig was uit Qinghe (清河, het huidige district Zichuan (淄川) binnen de stadsprefectuur Zibo in de provincie Shandong). Zijn omgangsnaam was Yanluan (彥鸞). Net als zijn oom Cui Guang (崔光, 451-523) was hij als historicus werkzaam aan het hof van de Noordelijke Wei (386-534). Cui Hong kreeg, samen met Wang Zunye (王遵業, †528) opdracht de Dagboeken van activiteit en rust van de keizers Xiao Wen (r.471-499) en Xuanwudi (r.499-515) te redigeren tot Ware optekeningen. Ook werkte hij vanaf 524 enige tijd aan een geschiedenis van de zittende Wei-dynastie (guoshi, 國史). Zijn belangrijkste werk was echter de samenstelling van de Lente- en herfstannalen van de Zestien Koninkrijken, een historisch overzicht van de Periode van de Zestien Koninkrijken. Deze term wordt sindsdien in de Chinese historiografie gebruikt voor de periode 304-439, toen het noorden van China was opgesplitst in een aantal staten, (merendeels) bestuurd door niet-Chinese ruiternomaden.
De traditionele biografie van Cui Hong is te vinden in juan 67 van het Boek van de Wei en juan 44 van de Geschiedenis van het Noorden, twee werken uit de reeks officiële geschiedenissen van Chinese keizerlijke dynastieën.

## Gebruikte literatuur
- Xiong, Victor Cunrui (ed.), Historical Dictionary of Medieval China, Lanham Md (The Scarecrow Press, Inc.) 2009, ISBN 978-0-8108-6053-7 (Historical Dictionaries of Ancient Civilizations and Historical Eras, No. 19), p. 99.
- Honey, David Brian, 'Shiliuguo chunqiu' in: Chennault, Cynthia L. e.a. (eds.), Early Medieval Chinese Texts. A Bibliographical Guide, Berkeley (Institute of East Asian Studies) 2015, (China Research Monograph 71), ISBN 978-1-55729-109-7, pp. 289-296.